# Бейзимовка
Бейзимовка (укр. Бейзимівка) — село на Украине, находится в Чудновском районе  Житомирской области.
Код КОАТУУ — 1825880601. Население по переписи 2001 года составляет 637 человек. Почтовый индекс — 13244. Телефонный код — 4139. Занимает площадь 3,839 км².

## Адрес местного совета
13244, Житомирская область, Чудновский р-н, с.Бейзимовка, ул. Семенюка, 1